# René Vanderveken
René Vanderveken (Pamel, 27 giugno 1937) è un ex ciclista su strada belga, professionista dal 1960 al 1964.
Vinse il Polymultipliée nel 1960.
Nel 1961 si giocò la vittoria della Parigi-Roubaix, che arrise a Rik Van Looy, in una volata a ranghi risretti che coinvolse cinque ciclisti, fu questo il risultato più significativo della sua carriera.

## Palmarès
- 1956 (Dilettanti, otto vittoria)

Herne
Schepdael
Dilbeek
Jemeppe-sur-Sambre
Sant Kwintens-Lennik
Bruxelles-Marke
Gammerages
Nukerke
- 1958 (Dilettanti, dodici vittorie)

Prix Elvé-Peugeot à Léopoldville
Kester
Beersel-Lot
Charleroi
Pamel
Strijpen
Halle
3ª tappa Okolo Slovenska
7ª tappa Okolo Slovenska
3ª tappa Österreich-Rundfahrt (Spittal an der Drau > Bruck Glocknerstrasse)
5ª tappa, 2ª semitappa Österreich-Rundfahrt (Salisburgo > Ried)
10ª tappa Corsa della Pace (Chemnitz > Karlovy Vary)
- 1959 (Dilettanti, quattro vittorie)

Sint-Katherina-Lombeek
Bruxelles-Nandrin
Circuit des trois Provinces à Oetingen
1ª tappa Österreich-Rundfahrt (Vienna > Krems)
8ª tappa Österreich-Rundfahrt (Graz > Vienna)
2ª tappa Corsa della Pace (Berlino)
3ª tappa Giro di Iugoslavia
- 1960 (Peugeot, vittorie)

Polymultipliée
Hoeilhaart-Diest-Hoeilhaart
Bruxelles-La Louvière-Bruxelles
- 1961 (Solo, vittorie)

Circuit du Brabant occidental
Hoeilhaart-Diest-Hoeilhaart
- 1962 (Solo, una vittoria)

De Panne

### Altri successi
- 1958 (Dilettanti, cinque vittoria)

Classifica scalatori Österreich-Rundfahrt
Rund um Sebnitz (Criterium)
Critérium d'Anderlecht
Critérium de Ganshoren
Champion provincial des clubs du Brabant (con la Cureghem Sportief)
- 1959 (Dilettanti, una vittoria)

4ª tappa, 1ª semitappa Giro di Iugoslavia (cronosquadre)
- 1960 (Peugeot, una vittoria)

Critérium de Halle
- 1961 (Solo, una vittoria)

Kermesse di Izemberge

## Piazzamenti

### Grandi giri
- Tour de France

1961: fuori tempo massimo (alla 7ª tappa)

### Classiche monumento
- Milano-Sanremo

1962: 66º
- Parigi-Roubaix

1961: 3º